# Maglio Cicardini
Maglio Honorio Cicardini Neyra (Copiapó, 8 de febrero de 1958) es un empresario y político, alcalde de Copiapó desde 2008 hasta el 6 de diciembre de 2016. y nuevamente desde el 6 de diciembre de 2024. Participó en las elecciones de ese año como candidato independiente tras haber intentado infructuosamente ser nominado como candidato a alcalde por el PS, agrupación política que decidió mantener la candidatura del entonces alcalde Marcos López Rivera. Tras su éxodo de la Concertación, entregó su apoyo a Marco Enríquez-Ominami Gumucio en las elecciones presidenciales de 2009 y 2010.
Su administración coincidió con las celebraciones del Bicentenario de la República (lo cual incluyó obras tales como la construcción del nuevo estadio Luis Valenzuela Hermosilla y el Centro Cultural Atacama) y el derrumbe de la mina San José de 2010. Asimismo, su administración destacó por el énfasis puesto en aspectos de la historia local, tales como la Revolución de 1859 y la participación de los Batallones de Atacama en la Guerra del Pacífico, y la incentivación al uso de la bandera regional.

## Biografía
Descendiente de inmigrantes italianos por vía paterna, es el tercer hijo de Héctor Cicardini Aguilar y Nilda Neyra Torres. Realizó sus estudios primarios y secundarios en la ciudad de Copiapó, para proseguir estudios superiores en la Universidad de Atacama, de la que obtendría el grado de Técnico en Sondaje.
Fue Consejero Regional durante nueve años, Presidente de la Comisión de Inversiones y Régimen Interno del Gobierno Regional, y expresidente regional y miembro del Comité Central del Partido Socialista.
Está casado con Magaly Milla Montaño, con quien tiene cuatro hijas: Paulina, Daniella, Ornella y Maglio.

## Controversias

### Arco del Triunfo

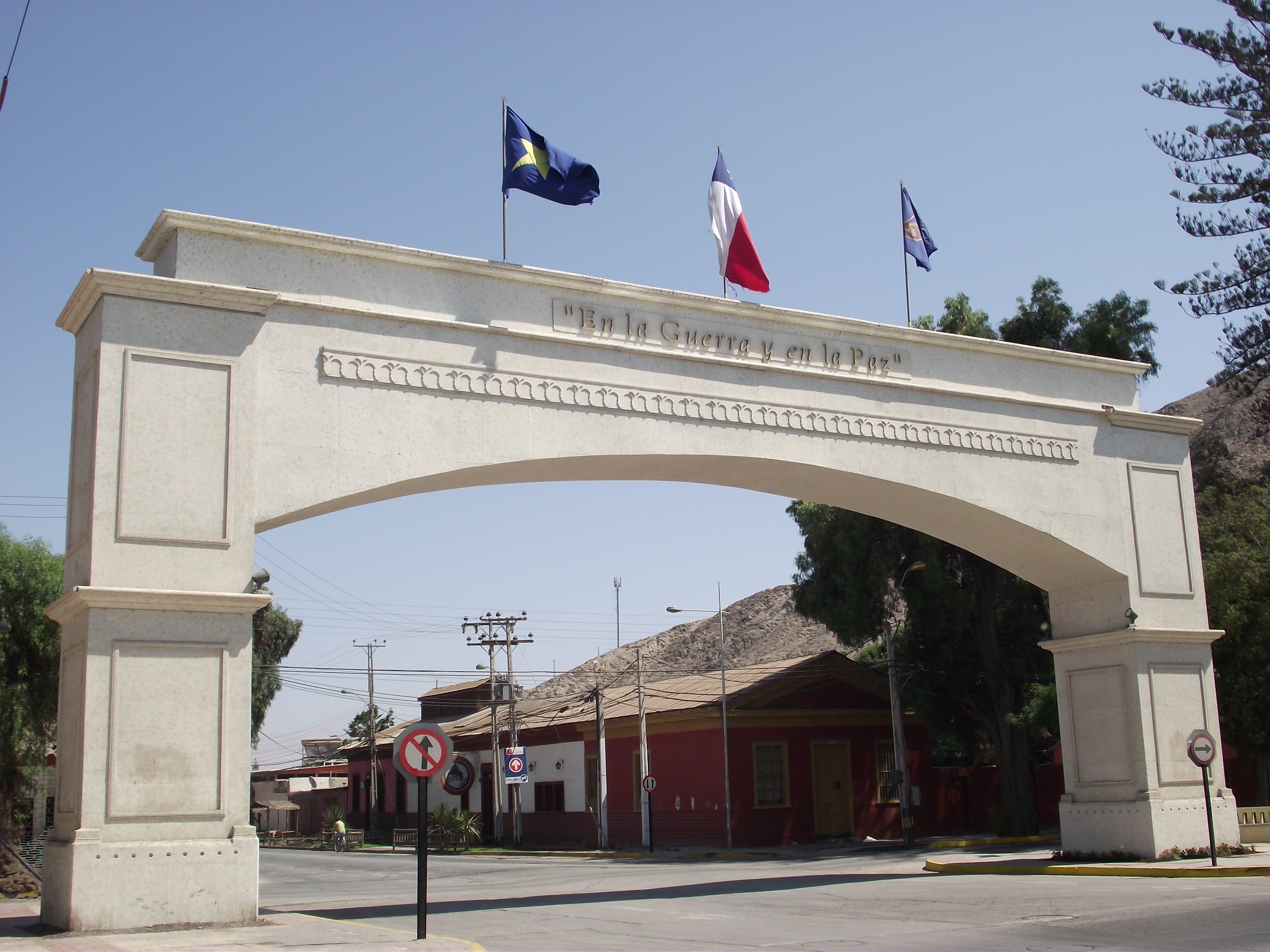
Arco del Triunfo.

En 2010, en el contexto del Bicentenario de Chile, y como parte de su campaña por rescatar la historia y la valoración de la identidad regional, el alcalde Cicardini impulsó y ordenó la construcción de un Arco del Triunfo (similar a los construidos por los naturales y las colonias extranjeras de Copiapó para recibir a los soldados miembros de los Batallones de Atacama tras la Guerra del Pacífico) en el bandejón central de la Avenida Manuel A. Matta. Pero, dado que el sector corresponde a una Zona de Conservación Histórica desde el 14 de diciembre de 1991, era imperativo contar previamente con la autorización del Consejo de Monumentos Nacionales y de la Secretaría Regional Ministerial de Vivienda y Urbanismo para la realización de la obra, procedimiento que fue vulnerado a rajatabla por la autoridad comunal.
Así, el día 22 de diciembre de 2010, y a sólo ocho días de inaugurarse la obra, el Consejo de Monumentos Nacionales solicitó su demolición, señalando la falta de continuidad o coherencia con el entorno respecto a sus dimensiones y estética, y la precariedad de los materiales utilizados (a los que consideró “escenográficos” y "poco nobles") todo lo cual no corresponde a un monumento histórico.
Ante esta situación, el alcalde Cicardini manifestó su rotundo rechazo, señalando que:

“A lo mejor por una situación de desconocimiento y también por ser un poco impetuosos con esta iniciativa, corrimos algún riesgo en el sentido de no clarificar la normativa... pero la gente ya se identificó con él y hoy día lo defiende, los mismos concejales han hecho una férrea defensa de lo que es el portal, así que yo creo que sería una brutalidad, un crimen que insistieran en el tema de la demolición (...) nosotros vamos a hacer todos los esfuerzos para llegar a acuerdo con el Consejo de Monumentos Nacionales de corregir lo que tiene que corregirse, pero de que se demuela este monumento, este hito urbano ya valorado por ciudadanía, yo creo que no hay ninguna posibilidad; si es que tengo que amarrarme ahí para que no lo echen abajo, lo voy a hacer." 

### Irregularidades en Educación
Durante su segundo período se han detectado una serie de graves desórdenes administrativos relativos a los fondos SEP (Subvención Escolar Preferencial), razón que ha llevado a la Contraloría General de la República a investigar tales irregularidades.
Asimismo, un grupo de concejales presentó en diciembre de 2013 un requerimiento de remoción del alcalde Cicardini por abandono de deberes, ratificado en un informe del organismo contralor por el no pago de las cotizaciones de los funcionarios del área de educación en la comuna.

## Historial electoral

### Elecciones municipales de 2008
- Elecciones municipales de 2008 para la alcaldía de la comuna de Copiapó.[19]

### Elecciones municipales de 2012
- Elecciones municipales de 2012 para la alcaldía de la comuna de Copiapó.[19]

### Elecciones municipales de 2016
- Elecciones municipales de 2016 para la alcaldía de la comuna de Copiapó.[20]

### Elecciones Municipales de 2024.
- Elecciones municipales de 2024 para la alcaldía de la comuna de Copiapó[21]